# Pico Swinhoe
El Pico Swinhoe (en inglés: Swinhoe Peak) es un pico de 845 m s. n. m. ubicado entre el glaciar Hamberg y el glaciar Hestesletten en la costa norte de Georgia del Sur, un territorio ubicado en el océano Atlántico Sur, cuya soberanía está en disputa entre el Reino Unido el cual las administra como «Territorio Británico de Ultramar de las islas Georgias del Sur y Sandwich del Sur», y la República Argentina que las integra al Departamento Islas del Atlántico Sur, dentro de la Provincia de Tierra del Fuego, Antártida e Islas del Atlántico Sur.
El pico fue asignado por la Expedición Antártica Sueca de 1901 a 1904, bajo Nordenskjold. Fue examinado por la South Georgia Survey en el período 1951-1957. Fue nombrado por el Comité Antártico de Lugares Geográficos del Reino Unido (UK-APC) por Ernest Swinhoe, gerente de la South Georgia Exploration Co., que visitó Georgia del Sur en 1905 para la prospección de minerales y considerar un establecimiento experimental de cría de ovejas.